# Wailawar
Wailawar is een bestuurslaag in het regentschap Alor van de provincie Oost-Nusa Tenggara, Indonesië. Wailawar telt 560 inwoners (volkstelling 2010).